# Carla Lavatelli
Carla Lavatelli (Roma, 21 agosto 1921 – Camaiore, 18 gennaio 2006) è stata una scultrice italiana naturalizzata statunitense.

## Biografia
Nasce in una famiglia di artisti, inventori e ingegneri. Il padre, dirigente del Ministero delle finanze e segretario del ministro Giuseppe Volpi di Misurata, la porta con sé, ancora bambina, nei molti viaggi che compie in Africa nelle colonie italiane su incarico del governo. Lei ricorda: "i miei primi amici erano una gazzella, una scimmia e molti uccelli. Ero molto sola [...] Ho avuto il tempo di osservare e sognare".
Durante la seconda guerra mondiale passa il resto della sua infanzia a Roma in Via Sebino, frequentando una scuola cattolica. Mentre il padre si dà da fare per trovare cibo, ha pessimi rapporti con la madre violenta, che nei suoi scritti chiama "The Widow" ("La Vedova") pur di non avere alcun contatto con lei. Finita la guerra studia lettere all'Università Ca' Foscari di Venezia. Non frequenta una scuola d'arte, ma impara la scultura lavorando con tagliatori di marmo, carpentieri e saldatori d'acciaio. A Venezia conosce e poi sposa, nel 1947, un americano e si trasferisce in California. Ha un figlio di nome Carlo, nato il 9 aprile 1949.
Inizia a dipingere e a tessere. Partecipa a diverse mostre collettive, ma si lascia scoraggiare dallo scarso successo. Rimane in America, ma inizia a dipingere sempre meno e svolge diversi lavori, nessuno dei quali collegato al mondo dell'arte. Diventa cittadina americana nel 1956 ma poco dopo divorzia e torna in Italia nel 1957, stabilendosi ancora a Roma. In seguito, passa molto tempo a Parigi dove frequenta mostre di artisti francesi.
Studia diversi metodi di tessitura e inizia a lavorare con l'argilla, la terracotta policroma, il legno e la cera. Lavora poi in una fonderia di Roma e impara ad usare il metodo a cera persa. Torna a Venezia per imparare a lavorare il vetro e realizza poi opere sia in questo materiale che in ceramica. Dopo aver sviluppato una tecnica per le vetrate colorate, realizza piccole finestre e altri oggetti. Successivamente, apre uno studio in via Margutta 54 a Roma.
Inizia a fare sculture di ritratti e si assicura diverse importanti commissioni per personaggi famosi, tra cui Grace Kelly, Principessa di Monaco, e i suoi tre figli nel 1969. Durante una delle sue mostre a Spoleto, incontra Erminio Cidonio che la invita a partecipare all'Officina Cidonio: un'organizzazione senza scopo di lucro nella città toscana di Pietrasanta per artisti che scolpiscono sulla pietra, cui si poteva partecipare solo su invito del fondatore. Cidonio progettava un centro provvisto di un laboratorio politecnico per la realizzazione di opere con i più diversi processi esecutivi e in diversi materiali, ma il suo obiettivo era ben più grande: sognava da anni, infatti, di costruire una sorta di "villaggio della creatività" a Pietrasanta. Lavatelli è l'unica donna invitata e si trova a lavorare al fianco del famoso scultore Isamu Noguchi, incontrando pure Henry Moore, Jacques Lipchitz e Marino Marini. Alla morte del fondatore dell'Officina nel 1972, acquista e restaura un frantoio del XVI secolo nel vicino comune di Camaiore, che diviene sua dimora e studio. Durante il lungo periodo di restauro del frantoio, torna a New York dove stabilisce un altro suo studio.
Nel 1981, sposa l'ex pilota italiano di Formula 1 Roberto Vallone. Continua a realizzare opere, scrivendo anche diversi libri, tra cui un'opera teatrale in tre atti dal titolo Leo and the Tarantula ("Leo e la Tarantola") nel giugno nel 1996. Ritorna definitivamente in Italia, a Camaiore, intorno al 1996.

## Mostre
Vive e lavora alternativamente in Italia e negli Stati Uniti. Nel 1965 realizza la sua prima mostra personale dove espone le sue sculture figurative in terracotta policroma e in bronzo a Palazzo Cerio a Capri. In seguito espone a Milano e a Spoleto le sue sculture in argento con pietre semi-dure. Nel 1968-69, espone le sue sculture, inclusa la sua fontana "The Rainbow", alle Palm Beach Galleries di Palm Beach, in Florida. A metà degli anni '70, lavora con la Galleria Gimpel & Weitzenhoffer, a New York, dove espone i suoi pezzi in granito e marmo, oltre a diverse sculture per pavimenti. Molte delle opere astratte realizzate con Cidonio all'Officina di Pietrasanta vengono esposte nei principali musei all'inizio degli anni Settanta. Nel 1972 le sculture sono esposte all'Hakone Open-Air Museum di Hakone, in Giappone, che ha successivamente acquisito una delle sue opere per la sua collezione permanente. Due anni dopo, sei sculture sono esposte alla Phillips Collection di Washington, DC.

## Collezioni
Le sculture di Carla Lavatelli si trovano in molti musei importanti e nelle collezioni private sia Stati Uniti che in Europa, nonché in spazi pubblici comunali e nei campus universitari. La sua prima opera astratta, Ginko Biloba (1971), scolpita in travertino rosso persiano, infatti si trova nella Collezione Phillips a Washington, DC a cui lei l'ha donata dopo averla tenuta lì in mostra. Altre opere importanti includono Stele For a Prayer (1971), opera monolitica in marmo bianco di Carrara e ardesia, nella collezione del San Francisco Museum of Modern Art.
I suoi gioielli in pietra e argento, che lei stessa ha nominato "Sculture da indossare" fanno parte della collezione del Minneapolis Institute of Art. Diverse versioni di 1 ½ (1969–70), scultura astratta in bronzo e acciaio inossidabile, fanno parte delle collezioni museali della Stanford University, a Palo Alto in California, e la Brown University, a Providence nel Rhode Island. Dedicato a Gerald Ford, allora presidente degli Stati Uniti, 1 ½ era originariamente installata nel campus di Stanford di fronte alla facoltà di giurisprudenza e nel 1996 è stato restaurato e ricollocato nella Fairchild Chapel. Alla Brown, 1 ½ è stato esposto sin dalla sua installazione nel 1975. Nel 1978, è stata incaricata di installare una scultura sferica in bronzo in uno stagno di nuova creazione presso i Giardini Botanici di Friburgo, in Germania, che ha intitolato Golden Pond. Durante gli anni '90, ha lavorato a diverse installazioni temporanee e permanenti, tra cui "happenings", dove vengono esposte anche sue sculture di carta e giunchi a Pistoia, e a New York. Nel 1995, il comune di Mougins, in Francia, le commissiona la creazione di una panchina in pietra con una fontana incastonata in un travertino sbozzato in Place du Banc des Amis, al largo di Rue d'Eglise. In occasione dell'inaugurazione della scultura, è insignita della Medaglia d'Oro onoraria della città. Nel 1998 crea sia un piviale per l'altare maggiore, che uno stendardo processionale, utilizzando sete indiane grezze fatte a mano, per la celebrazione della Pasqua a San Francisco.

## Opere notevoli

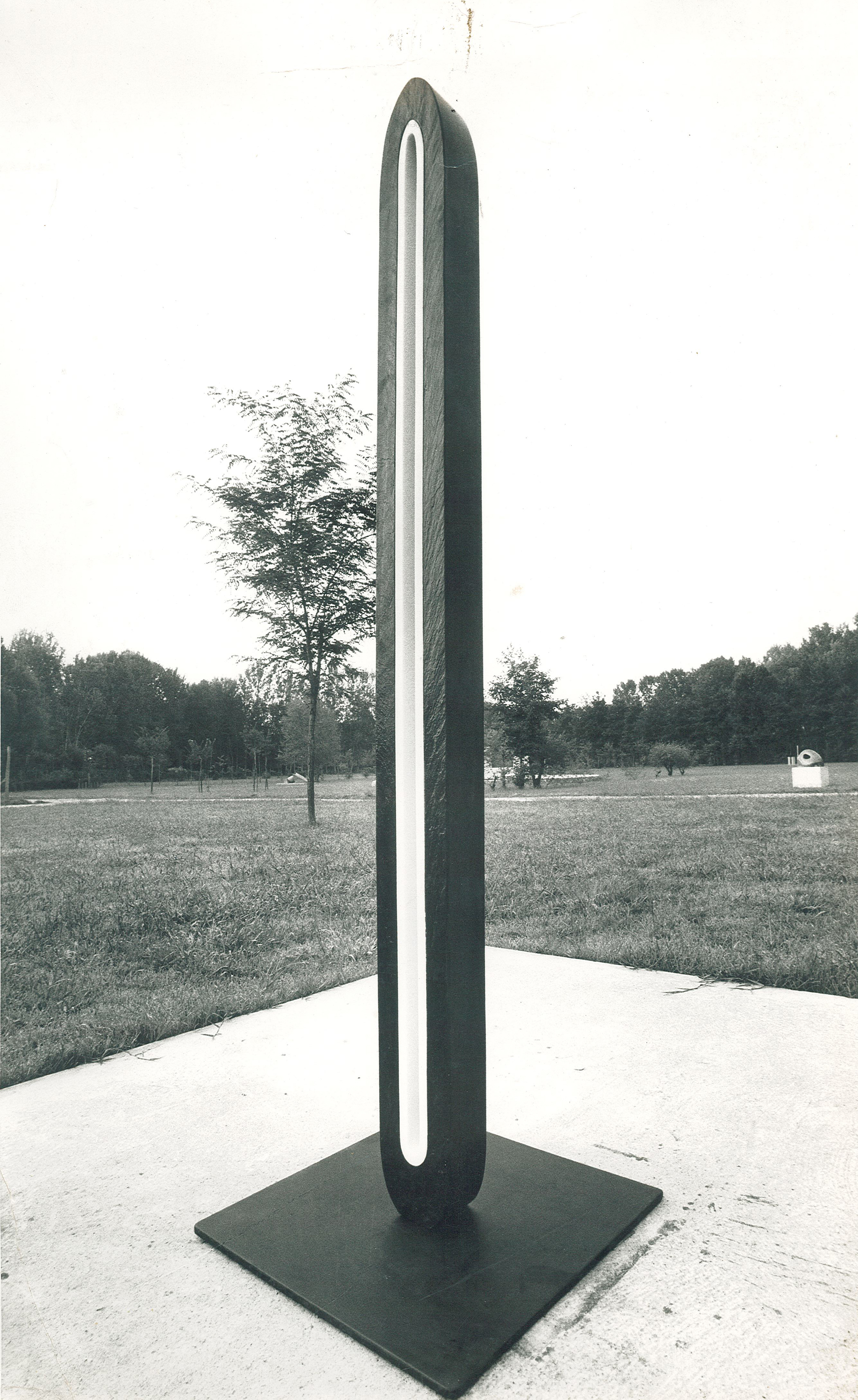
Stele For a Prayer - San Francisco Museum of Modern Art, CA - 1971

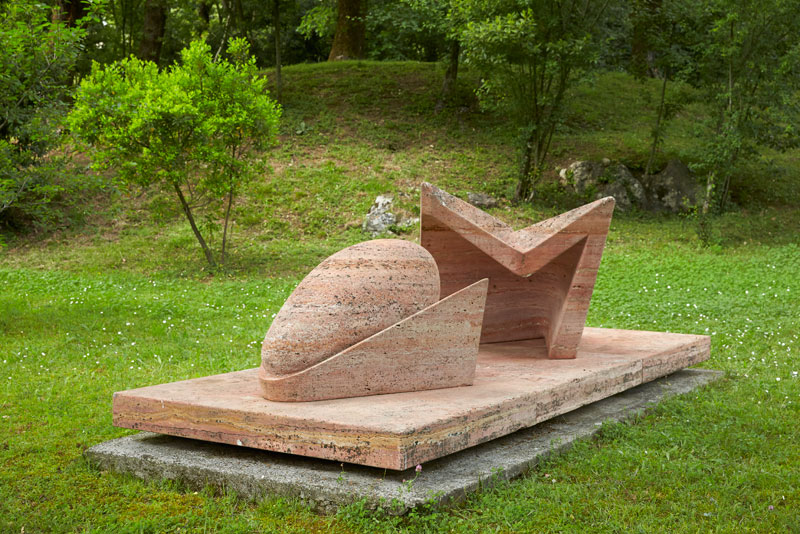
Ginko Biloba - Collezione Philips, Washington, DC - 1974

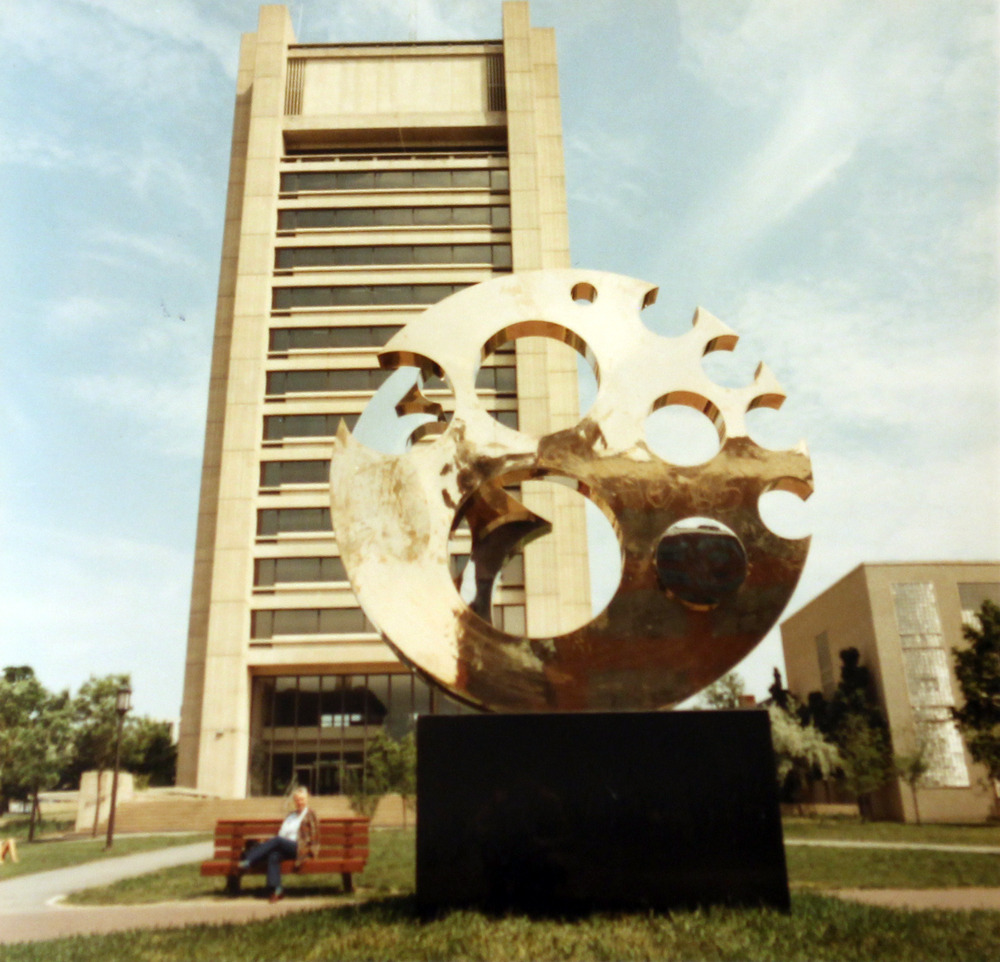
'1 1/2' - Brown University - Providence, RI - 1985

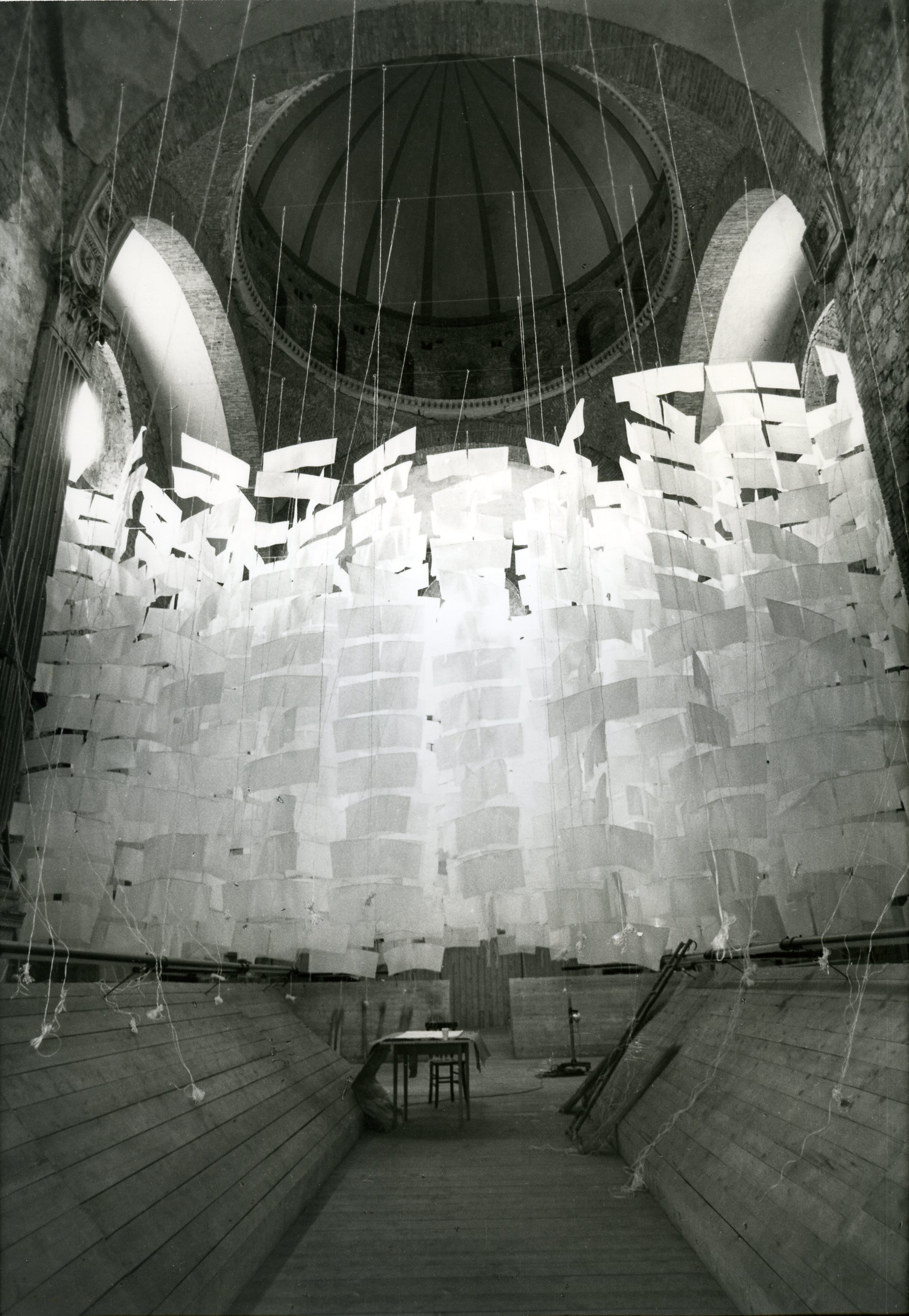
'Happening for a Prayer' - Chiesa di San Giovanni Battista - Pistoia, Italia 1991

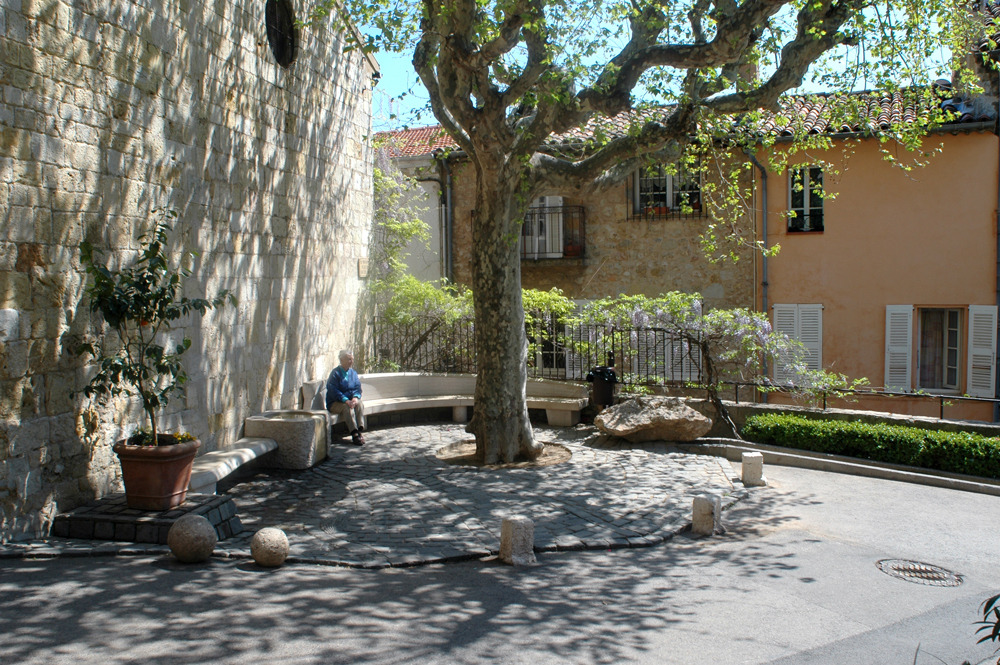
Carla con la sua opera - Place du Banc des Amis - Mougins, Francia - 1995

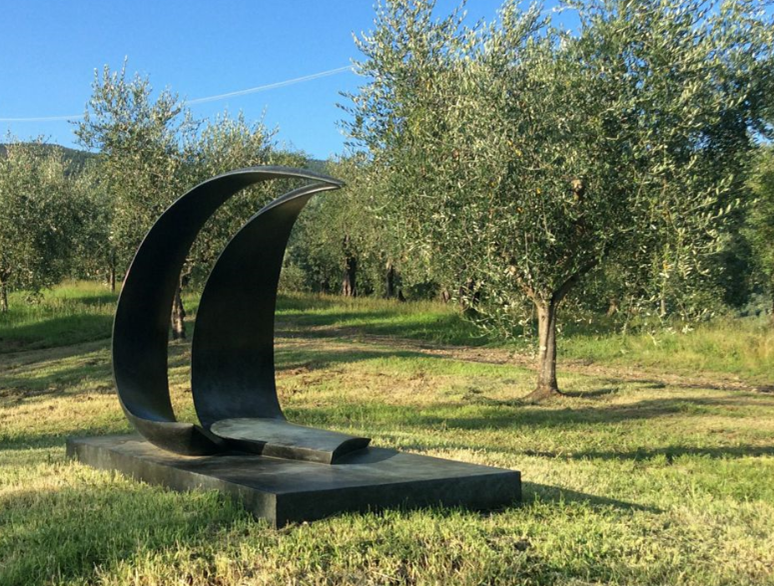
The Wave - Collezione Gori - Celle, Italia - 2014

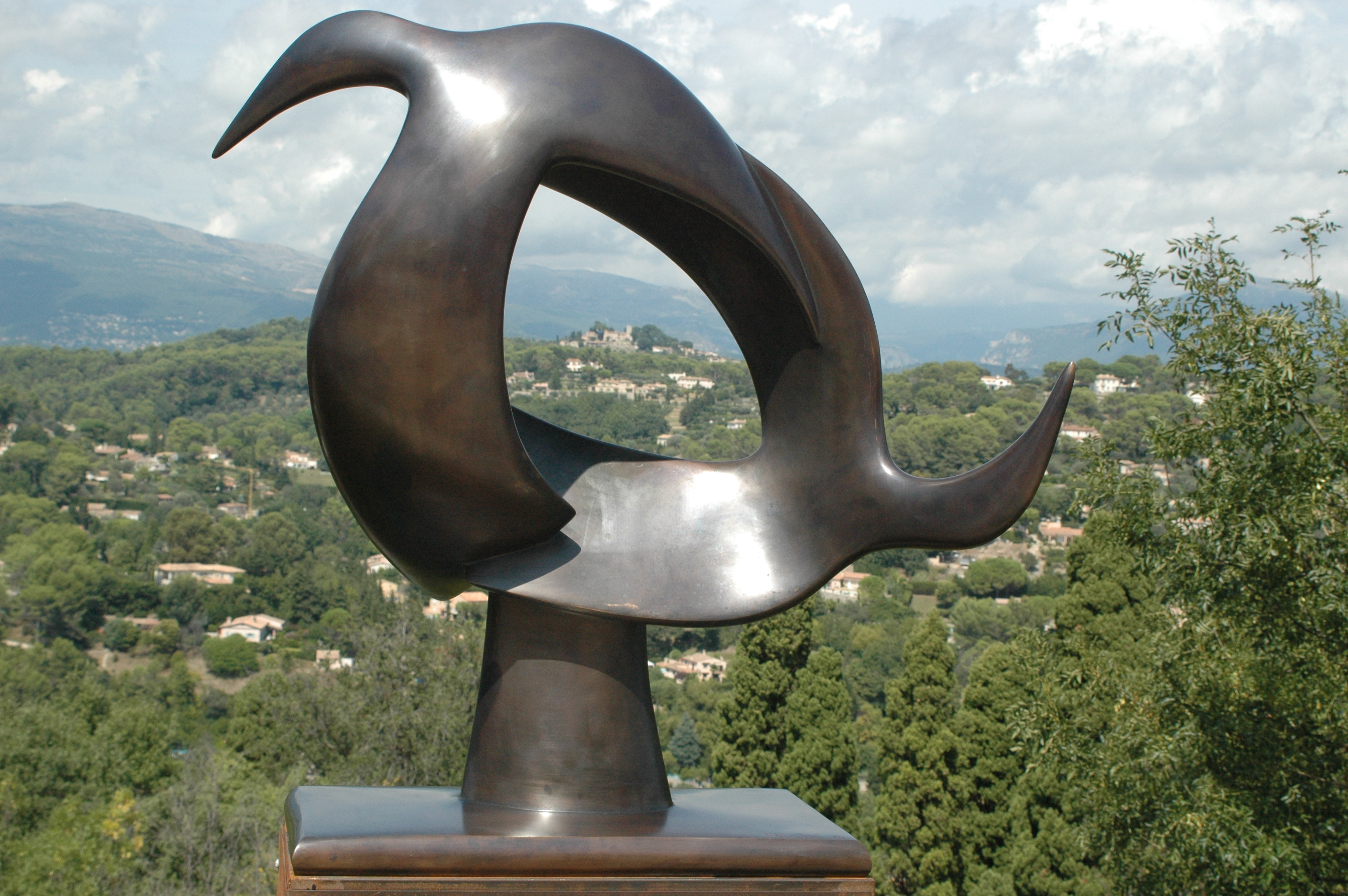
Ronde de Mouettes a Mougins 2014 - sorvolando la piana di Grasse

- 1969 – "Ritratto della Principessa Grace di Monaco", Monaco, Francia
- 1969 – "Sculture da indossare", Minneapolis Institute of Art[20]
- 1971 – "Stele For a Prayer" ("Stele per una preghiera"), San Francisco Museum of Modern Art, CA[21]
- 1972 – "Senza titolo", Hakone Open-Air Sculpture Garden, Giappone
- 1973 – "Golden Pond", Giardino botanico, Friburgo in Brisgovia, Germania
- 1974 – "Ginko Biloba", The Phillips Collection, Washington DC
- 1975 – "1½", Università di Stanford, CA[22]
- 1979-80 – "Little Roof Big Sun", Collezione privata
- 1985 – "1½", Brown University, Providence RI
- 1995 – Installazione in carta: "Happening for a Prayer", Pistoia, Italia
- 1995 – "La Place du Banc des Amis", Mougins, Francia
- 2014 – "The Wave", Collezione Gori, Fattoria di Celle, Pistoia, Italia
- 2014 – "Swirling Seagulls o Une Ronde de Mouettes", Mougins, Francia

## Mostre personali
- 1959 – Galleria Russo, Roma
- 1960 – Galleria Sari Heller, Beverly Hills
- 1964 – Galleria Sari Heller, Beverly Hills
- 1965 – Palazzo Cerio, Capri, Italia
- 1966 – Galleria Il Carpine, Roma
- 1967 – Galleria degli Argenti, Milano
- 1967 – Galleria La Vernice, Bari, Italia
- 1969 – Gallerie di Palm Beach, Florida
- 1969 – Galleria Herbert Kende, New York,
- 1970 – Galerie Motte, Ginevra, Svizzera
- 1970 – Galleria Benjamin, Chicago
- 1970 – Galerie Moos, Montréal
- 1970 – Museo d'arte di Palm Springs
- 1971 – Galleria Sari Heller, Beverly Hills
- 1972 – Alexander Iolas, New York
- 1972 – Museo all'aperto di Hakone, Hakone, Giappone
- 1974 – La Collezione Philips, Washington, DC
- 1975 – Gallerie di Palm Beach, Florida
- 1976 – Gimpel & Weitzenhoffer, New York
- 1995 – Centro per l'arte contemporanea Luigi Pecci e Fondazione Gori, Prato, Italia

## Onorificenze
- 1972 – Jas Gawronski gira un documentario su Carla che lavora nello studio sulla 75th Strada, a New York.
- 1995 – Riceve la medaglia d'oro onoraria della città di Mougins, Francia.
- 1995 – Riceve la commissione per un progetto fotografico commemorativo del 50º anniversario del Progetto per la pace delle Nazioni Unite.

## Scritti
- Carla Lavatelli, "The work of Carla Lavatelli, 1970-1984", New York, distributed by Abba International, 1984.
- Carla Lavatelli, "Leo and the Tarantula" ("Leo e la Tarantola"), opera teatrale in tre atti, New York, 1996.